# Lokon
Il monte Lokon è un vulcano situato nel nord di Sulawesi, in Indonesia, a circa 16 chilometri da Manado. Forma una coppia di vulcani gemelli insieme al monte Empung (2,2 km di distanza). Entrambi si elevano al di sopra della caldera del Tondano e sono tra i vulcani più attivi dell'isola. La montagna ha una cima piatta e non ha cratere.
L'Empung, morfologicamente più giovane, mostra invece un cratere profondo 150 metri di larghezza e 400 metri. La sua ultima eruzione risale al XVIII secolo. Tuttavia, le più grandi eruzioni provengono dal Tompaluan, cratere largo 150 x 200 metri, che si trova nel collo tra i due vertici.
Il Lokon si formò nel corso di fenomeni di vulcanismo di natura andesitica dalla frattura risultante dal collasso della caldera del Tondano nel medio Pleistocene.
Il vulcano ha eruttato il 14 luglio 2011, costringendo migliaia di persone ad evacuare. Le ceneri si sono levate in aria per oltre un chilometro. L'ultima eruzione era avvenuta nel 1991 ed aveva provocato la morte di un turista svizzero.